# РЕЦ
«РЕЦ» — литературный интернет-журнал. Выходит ежемесячно с февраля 2003 года (последние публикации на сайте — за 2010 год).
Первые 11 выпусков были подготовлены основателями журнала — калининградской поэтической группой «РЦЫ»; с 2004 г. основатели журнала приглашают различных авторов составить очередной номер журнала — в числе редакторов уже побывали Рафаэль Левчин, Игорь Лощилов, Марианна Гейде, Гали-Дана Зингер и др.
В большинстве выпусков журнала преобладает поэзия. Публикуется также проза, визуальная поэзия, статьи, интервью. Наряду с произведениями молодых авторов, которых в журнале больше всего, в разных выпусках «РЕЦа» появлялись тексты Леонида Костюкова, Михаила Эпштейна, Полины Барсковой, Евгении Дебрянской, Николая Байтова, Вячеслава Куприянова, Сергея Бирюкова и других известных поэтов и прозаиков (частично, впрочем, републикованные из других источников).